# أسيتيل كو-أ
أستيل كو-أ أو أسيتيل مرافق الإنزيم-أ أو اسيتايل قرين الانزيم هو جزيء مهم في عمليات الأيض ويستخدمه الكائن الحي  في العديد من تفاعلاته ووظائفه الحيوية.

الشكل 3:توضيح التقويض Catabolism. وكما يوضح هذا التكسير أن أدينوسين ثلاثي الفوسفات ATP في ختام عملية التكسير ، وهو المادة التي تمد الجسم بالطاقة (الحرارة). كما نلاحظ أن أسيتيل كو-أ Acetyl-CoA يتكون كمرحلة وسطية في تحلل الدهنيات والبروتين والكربوهيدرات الذي يتكون منه ATP في النهاية.

له الصيغة الكيميائية C23H38N7O17P3S.
"البقية لحمض الخليك" (CH3CO-) المنشطة  هذه مرتبطة بمجموعة SH من الجزء السيستامين من مرافق الإنزيم أ. مشتق من أسترة مجموعة SH من مرافق الإنزيم A مع حمض الأسيتيك  الناشيء من هدم البروتين. أسيتيل مرافق الإنزيم-أ اسمه بالإنجليزية Acetyl-CoA .
خلال عملية الأيض يتكون أولا أسيتيل كو-أ من هضم الكربوهيدرات وهضم البروتينات ، وهضم الدهنون . ويستخدمه الجسم لإنتاج أدينوسين ثلاثي الفوسفات ATP، الذي يعطي العضلات الطاقة لكي تتحرك وتعمل ويعطي طاقة الجسم أو الكائن الحي. وبطاقته تعمل الخلايا أيضا وكل منها يقوم بوظيفته.  لهذا يتوزع  كل الأسيتيل كو-أ  (أسيتيل مرافق الإنزيم-أ )  إلى المتقدرات  في جميع خلايا الجسم لإنتاج ATP . لهذا تسمى المتقدرات بأنها "بطاريات الطاقة " للخلايا وبالتالي للجسم كله. لا حياة للكائن الحي من دون ATP. وكيف يتكون الـ   ATP ، هو يتكون من أسيتيل كو-أ ،
الذي يتكون بدوره مما نأكله من كربوهيدرات وبروتينات ودهنيات (أنظر الشكل المرافق. )
يتم ربط أسيتيل  ب مرافق الإنزيم-أ ويحوله  إلى أسيتيل كو-أ  عن طريق تكسير الكربوهيدرات من خلال تحلل السكر وتكسير الأحماض الدهنية من خلال أكسدة بيتا أثناء الأيض. يدخل أسيتيل كو-أ  بعد ذلك في دورة حمض الستريك   حيث تتأكسد مجموعة الأسيتيل إلى ثاني أكسيد الكربون والماء ، ويتم التقاط الطاقة المنبعثة على شكل 11 جزيء أدينوسين ثلاثي الفوسفات  ATP و جزيء واحد ثلاثي فوسفات الغوانوزين GTP  لكل مجموعة أسيتيل. GTP هو ما يعادل ATP ويمكن تحويلها بواسطة Nucleoside-diphosphate kinase. [4]
حصل كونراد بلوخ وفيودور لينين على جائزة نوبل عام 1964 في علم وظائف الأعضاء والطب لاكتشافاتهم التي تربط الأسيتيل CoA واستقلاب الأحماض الدهنية. فاز فريتز ليبمان بجائزة نوبل عام 1953 لاكتشافه العامل المساعد المساعد أ.

## اقرأ أيضا
- تقويض)
- سينثيز بيتا-كيتواسيل- إيه سي بي I
- مالونيل كو-أ
- أسيتيل كو-أ كربوكسيليز

- الأيض
- تقويض
- بيروفات سينثاز